# Rio Chiojdeanca
O Rio Chiojdeanca é um rio da Romênia, afluente do Cricovul Sărat, localizado no distrito de Prahova.